# Список глав государств в 399 году
Список глав государств в 398 году — 399 год — Список глав государств в 400 году — Список глав государств по годам

## Америка
- Мутульское царство (Тикаль) — Яш-Нун-Айин I, царь (378 — 414)

## Азия
- Великая Армения — Врамшапух, царь (389 — 414)
- Гассаниды — аль-Ну'ман III ибн Амр, царь (391 — 418)
- Дханьявади — Тюрия Вунна, царь[англ.] (375 — 418)
- Иберия — Тиридат, царь (394 — 406)
- Индия:
  - Вакатака:
    - Дивакарасена, император (385 — 400)
    - Прабхаватигупта, регент (385 — 405)

  - Гупта — Чандрагупта II, махараджа (380 — 415)
  - Кадамба — Багитарха, царь (390 — 415)
  - Паллавы (Анандадеша) — Вираварман, махараджа (385 — 400)
- Кавказская Албания:
  - Сатой, царь (388 — 399)
  - Асай, царь (399 — 420)
- Камарупа — Балаварман, царь (398 — 422)
- Китай (Период Шестнадцати варварских государств):
  - Восточная Цзинь:
    - Ан-ди (Сыма Яо), император (397 — 403, 404 — 419)
    - Сыма Даоцзы, регент (397 — 399)
    - Сыма Юаньсянь, регент (399 — 402)

  - Западная Цинь — Цифу Ганьгуй, император (388 — 400)
  - Поздняя Лян:
    - Люй Гуан, император (386 — 399)
    - Люй Цзуань, император (399 — 401)

  - Поздняя Цинь — Яо Син, император (394 — 416)
  - Поздняя Янь — Мужун Шэн, император (398 — 401)
  - Северная Вэй — Дао У-ди (Тоба Гуй), император (386 — 409)
  - Северная Лян — Дуань Е, император (397 — 401)
  - Южная Лян:
    - Туфа Угу, император (397 — 399)
    - Туфа Лилугу, император (399 — 402)
- Корея (Период Трех государств):
  - Конфедерация Кая — Исипхум, ван (346 — 407)
  - Когурё — Квангэтхохо, тхэван (391 — 413)
  - Пэкче — Асин, король (392 — 405)
  - Силла — Нэмуль, марипкан (356 — 402)
- Лахмиды (Хира) — аль-Ну'ман I ибн Имру аль-Кайс, царь (390 — 418)
- Паган — Кьяунг Ту Ит, король[англ.] (387 — 412)
- Персия (Сасаниды):
  - Бахрам IV, шахиншах (388 — 399)
  - Йездигерд I, шахиншах (399 — 421)
- Раджарата — Упатисса I, король (370 — 412)
- Тарума — Пурнаварман, царь (395 — 434)
- Тогон — Мужун Шипи, правитель (390 — 400)
- Тямпа:
  - Бхадраварман I (Фан Ху Та), князь (ок. 377 — ок. 399)
  - Фам Хо Дат, князь (ок. 399 — 413)
- Химьяр — Дара'мар Айман II, царь (375 — 410)
- Япония — Нинтоку, император (313 — 399)

## Европа
- Арморика — Градлон Великий, герцог (395 — 434)
- Вандалы — Годагисл, король (359 — 406)
- Вестготы — Аларих I, вождь (382 — 410)
- Восточная Римская (Византийская) империя — Аркадий, император (395 — 408)
- Гунны:
  - Улдин, царь (390 — 410)
  - Донат, царь (390 — 412)
- Дивед — Анун Динод, король (382 — 400)
- Думнония — Гадеон ап Конан, король (387 — 405)
- Западная Римская империя — Гонорий, император (395 — 423)
- Ирландия — Ниалл Девять Заложников, верховный король (376 — 405)
- Лейнстер — Брессал Белах мак Фиахад Байхед, король (ок. 392 — 436)
- Мунстер — Коналл Корк, король (390 — 420)
- Папский престол:
  - Сириций, папа римский (384 — 399)
  - Анастасий I, папа римский (399 — 401)
- Эбрук — Коэль Старый, король (383 — 420)

## Галерея

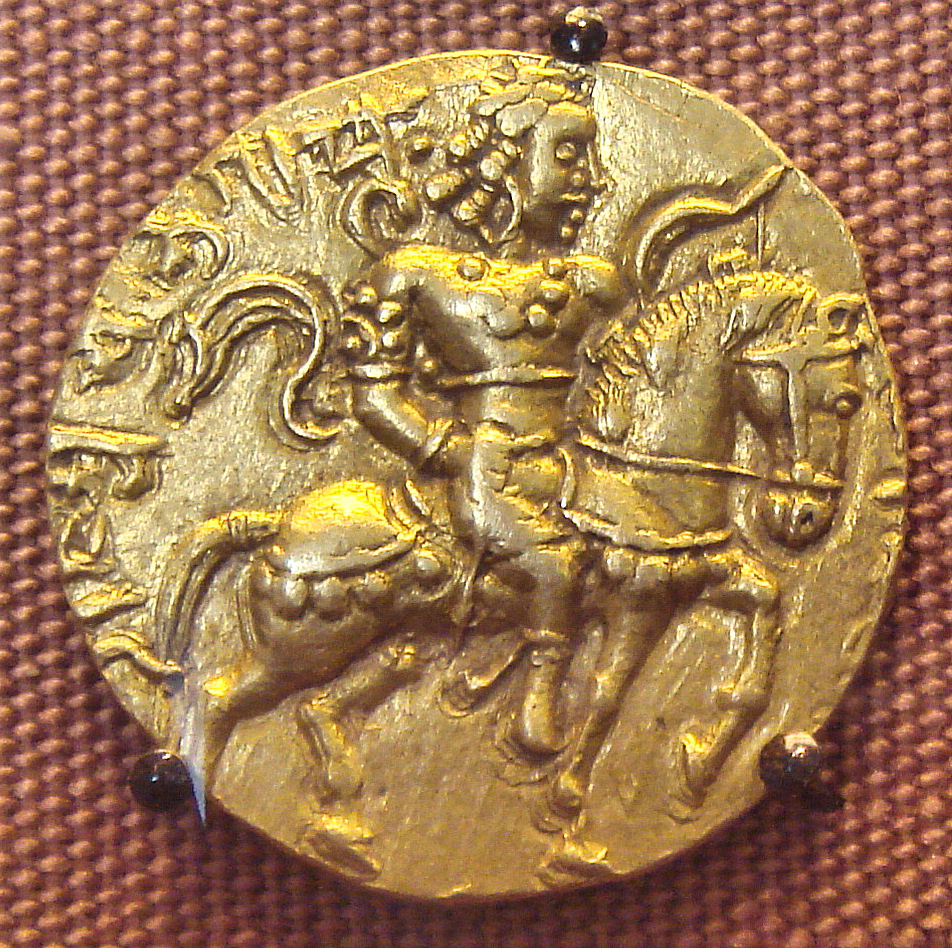
Чандрагупта II 380—415 Махараджа Гупты
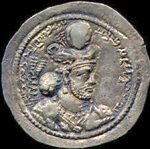
Бахрам IV 388—399 Шахиншах Персии
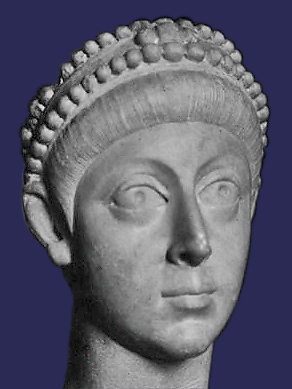
Аркадий 395—408 Император Византии
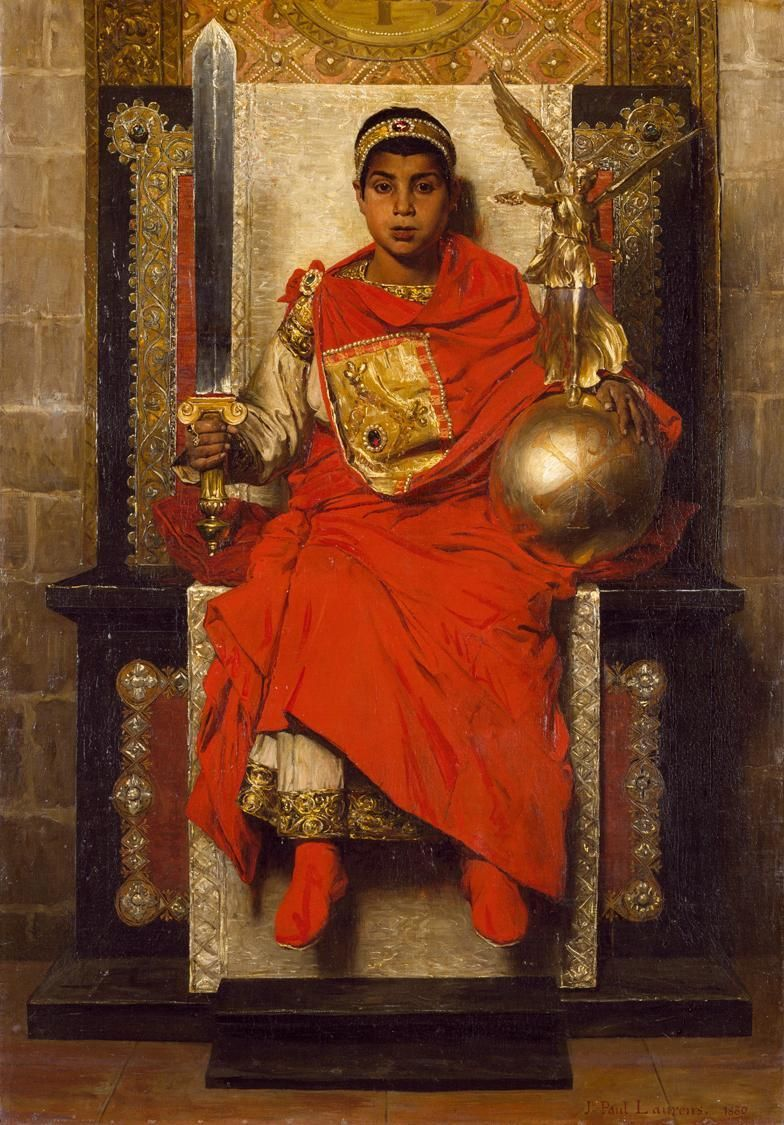
Гонорий 395—423 Римский император
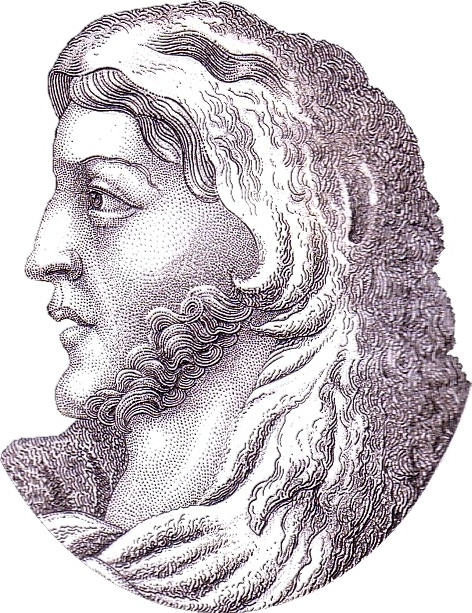
Аларих I 382—410 Вождь вестготов
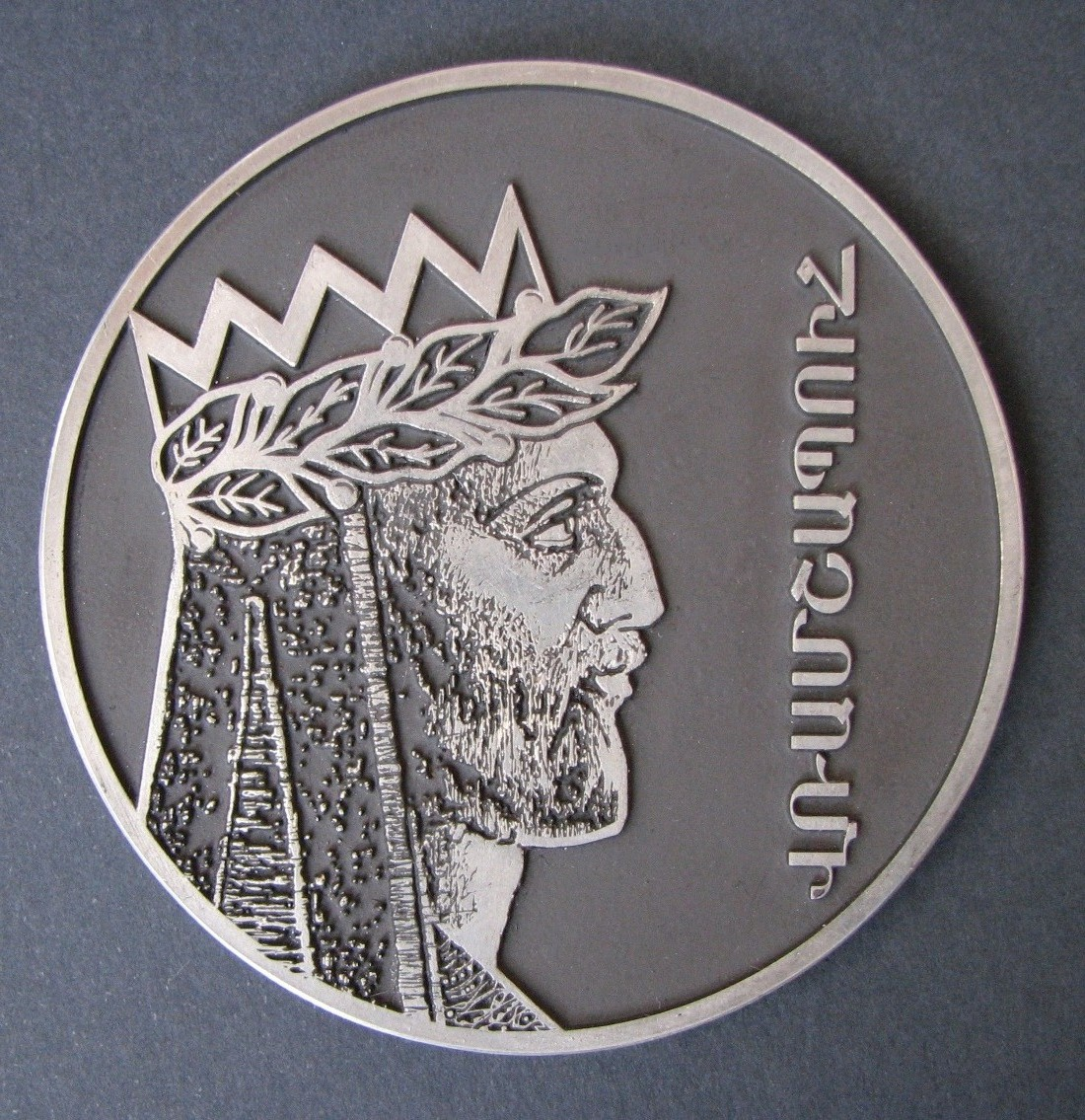
Врамшапух 389—414 Царь Великой Армении
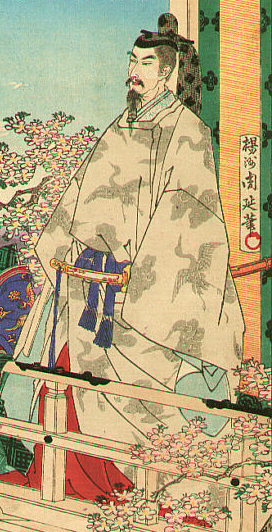
Нинтоку 313—399 Японский император